# Bell 407
Bell 407 — американский лёгкий многоцелевой вертолёт.

## История

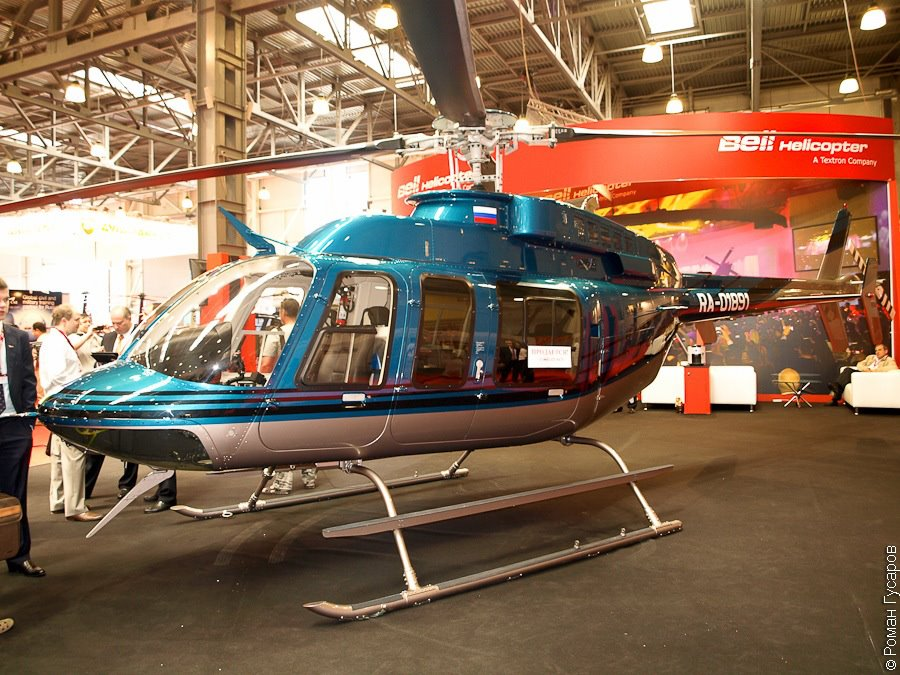
Bell 407 на выставке HeliRussia 2012

Разработан американской фирмой Bell Helicopter Textron, в качестве базового образца использовался вертолёт Bell 206L-4 LongRanger.
Прототип совершил первый полёт 21 апреля 1994 года. Первый полёт предсерийного вертолёта состоялся 29 июня 1995 года (C-GFOS). В 1996 году вертолёт был сертифицирован FAA и TCCA. Первые вертолёты были заказаны фирмой Petroleum Helicopters. До 1999 года было построено более 300 вертолётов. 15 июня 2010 года был поставлен 1000-й вертолёт.
В 2015 году Уральский завод гражданской авиации (г. Екатеринбург, Россия) стал официальным представителем компании Textron Aviation на территории Российский Федерации и выпустил первый в России легкий пассажирский вертолет Bell-407 американского производителя Bell Helicopter Textron.
На Bell 407 установлен четырёхлопастной несущий винт, разработанный для OH-58D (Model 406). Лопасти и втулка сделаны из композитного материала без назначенного ресурса и обеспечивают лучшие по сравнению с предыдущими моделями характеристики и комфортабельность полёта. В конструкции пилона несущего винта используются виброизолирующие средства, такие же средства внедрены в конструкцию полозкового шасси для устранения земного резонанса. По сравнению с Bell 206, фюзеляж 407-го на 18 сантиметров шире, что увеличивает объём кабины. Площадь остекления увеличена на 35 %. На вертолёте установлен турбовальный двигатель Rolls-Royce/Allison 250-C47 взлётной мощностью 813 л. с. (606 кВт) и максимальной продолжительной 700 л. с. (522 кВт). Двигатель оснащен одноканальной электронной системой управления типа FADEC. Стандартный запас топлива 477 л; по желанию заказчика в заднем багажном отсеке может размещаться дополнительный бак ёмкостью 75 л. Двигатель обеспечивает больший максимальный взлётный вес и улучшение характеристик при высоких температурах и на больших высотах. Планер 407-го в целом похож по внешнему виду на Long Ranger, но отличается от него хвостовой балкой, изготовленной из углеродного волокна. В стандартной конфигурации вертолёт имеет места для двух членов экипажа и пяти пассажиров.
В 1995 году Bell проводил испытания рулевого винта, заключённого в кольцо, однако от этой идеи впоследствии отказались. Также инженеры Bell изучали возможность установки двух двигателей на Bell 407, но вместо этого было принято решение разработать совершенно новый двухдвигательный вертолёт, который получил название Bell 427. В качестве силовой установки он получил два двигателя PW206D производства Pratt & Whitney Canada.
Большую известность вертолёту Bell 407 принёс рекордный кругосветный перелет, маршрут которого проходил через оба полюса Земли. С двумя членами экипажа машина взлетела из аэропорта г. Форт-Уорт (штат Техас) 5 декабря 2006 года и вернулась обратно 23 марта 2007 года. За 189 дней было преодолено свыше 57 900 км, совершено несколько десятков посадок, в том числе на Южном и Северном полюсах. Чистое полётное время составило 300 ч.

## Тактико-технические характеристики
Приведённые характеристики соответствуют модификации Bell 407.
Источник данных: Jane's 

Технические характеристики
- Экипаж: 1—2 пилота
- Пассажировместимость: до 6 пассажиров
- Грузоподъёмность: 1 178 кг
- Длина: 12,74 м
- Длина фюзеляжа: 10,58 м
- Диаметр несущего винта: 10,67 м
- Диаметр рулевого винта: 1,65 м
- Ширина фюзеляжа: 2,29 м (по полозьям)
- Высота: 3,32 м
- Площадь, ометаемая несущим винтом: 89,38 м²
- Масса пустого: 1 203 кг
- Нормальная взлётная масса: 2 268 кг
- Максимальная взлётная масса: 2 381 кг
  - с подвеской: 2 721 кг
- Объём топливных баков: 484 л (+ 72 л в багажном отсеке)
- Силовая установка: 1 × турбовальных Rolls-Royce 250-C47B
- Мощность двигателей: 1 × 760 л.с. (1 × 606 кВт (взлётная))Габариты грузовой кабины
- Ширина: 1,37 м
- Высота: 1,0 м

Лётные характеристики
- Максимально допустимая скорость: 259 км/ч
- Максимальная скорость:  
  - у земли: 246 км/ч
  - на высоте 1 220 м: 250 км/ч
- Крейсерская скорость:  
  - у земли: 207 км/ч
  - на высоте 1 220 м: 213 км/ч
- Практическая дальность: 611 км
- Продолжительность полёта: 3 часа 42 мин.
- Практический потолок: 6 100 м
- Статический потолок:  
  - с использованием эффекта земли: 3 720 м
  - без использования эффекта земли: 3 170 м

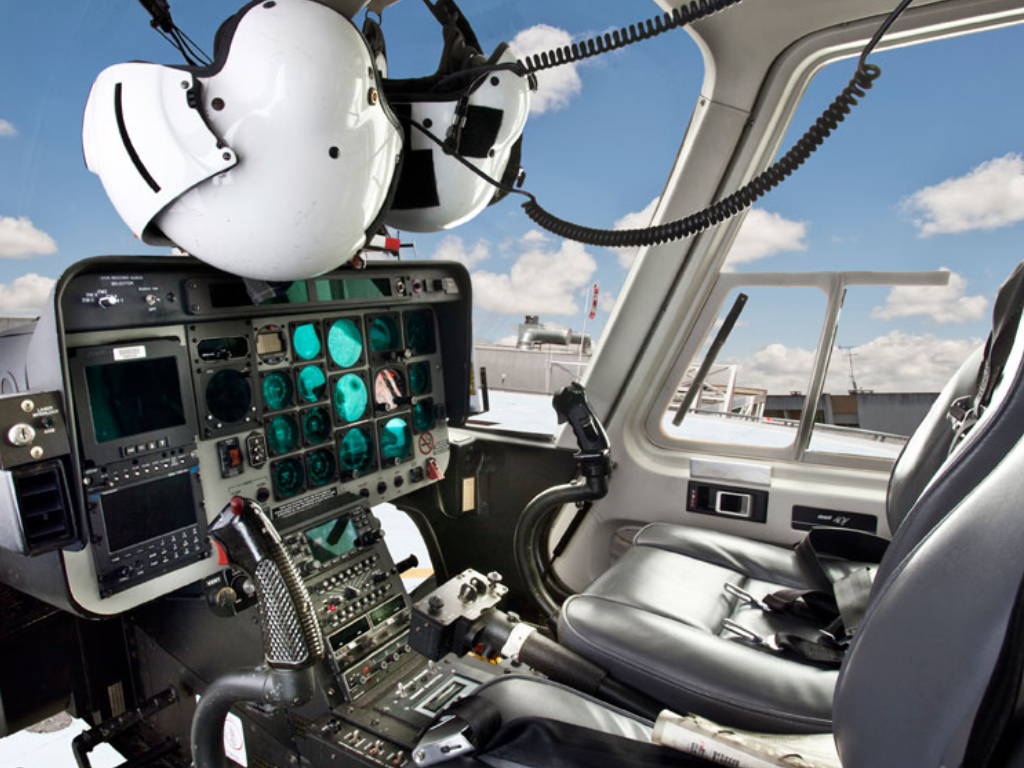
Кабина пилота Bell 407

- Скороподъёмность: 6,8 м/с
- Нагрузка на диск: 27,9 кг/м²
- Тяговооружённость: 221 Вт/кг (на трансмиссию при нормальной взлётной массе)

## Модификации
Bell 407Базовая модель Shestopalov Maks
ARH-70Военный вариант Bell 407, разведывательно-ударный вертолёт. Произведено 4 прототипа, программа закрыта.
Bell 417Увеличенный вариант Bell 407, гражданская версия ARH-70, не производился.
Bell 407 Light Observation HelicopterВоенный разведывательный вертолёт.
Eagle 407 HPВерсия с более мощным двигателем 1033 л. с. (760 кВт).
Bell 407AHГражданская версия, адаптированная для установки вооружения, систем ночного видения и инфракрасных камер 
Bell 407GXМодификация с панелью приборов Garmin G1000H с системой синтетического видения.

## Аварии и потери
| № пп | Дата       | Бортовой номер                           | Место катастрофы      | Жертвы | Краткое описание |
| ---- | ---------- | ---------------------------------------- | --------------------- | ------ | --- |
| 1    | 10.05.2009 | RA-01895 Собственник: Физическое лицо    | Иркутская область     | 4/4    | Задел дерево, после чего упал на землю, разрушился и сгорел. |
| 2    | 22.03.2012 | RA-01931 ОАО «Авиация общего назначения» | Нижегородская область | 1/1    | При заходе на посадку в пос. Подновье вертолёт задел провода ЛЭП, развалился на две части и упал в Волгу.                                                                                |
| 3    | 06.04.2012 | RA-01899 ОАО «АК БАРС АЭРО»              | Республика Татарстан  | 1/1    | Разбился при попытке совершить аварийную посадку из-за плохих метеоусловий (густого тумана).                                                                                             |
| 4    | 08.10.2014 | ??? ВВС Ирака                            | недалеко от Байджи    | 2/2    | Сбит с помощью ПЗРК, экипаж погиб. |
| 5    | 29.09.2015 | YI-125 ВВС Ирака                         | недалеко от Тикрита   | 0/2    | Сбит огнём с земли, экипаж эвакуирован другим вертолетом. |
| 6    | 06.04.2017 | ??? ВВС Ирака                            | Западный Мосул Мосул  | 2/2    | Сбит ИГ, экипаж погиб. |
| 7    | 06.11.2017 | RA-01927 ООО «Басма»                     | Республика Татарстан  | 1/1    | В Верхнеуслонском районе Республики Татарстан произошло авиационное происшествие. ВС разрушено. По имеющейся информации, находившийся на борту пилот погиб. Причина пока не установлена. |
| 8    | 07.02.2020 | RA-01893 Компания «Восток Транс»         | Республика Татарстан  | 1/3    | Жёсткая посадка на лёд Камы в 6 км от Лаишева. При крушении погиб политик Айрат Хайруллин.                                                                                               |